# Henry Lefavour
Henry Lefavour (* 4. September 1862 in Salem, Massachusetts; † 16. Juni 1946) war ein US-amerikanischer Physiker und Hochschulpräsident.

## Leben
Lefavour erwarb 1883 am Williams College in Williamstown, Massachusetts, einen Bachelor und 1886 ebendort einen Ph.D. Von 1888 bis 1890 studierte Lefavour in Berlin. Er hatte 1883/84 einen ersten Lehrauftrag (Instructor) am Williston Seminary, einer höheren Bildungseinrichtung in Easthampton, Massachusetts, bevor er zurück an das Williams College ging, wo er von 1884 bis 1888 Instructor für Physik und Mathematik und ab 1888 Professor für Physik war, ab 1897 Dekan. 1902 wechselte er als Präsident an das 1899 gegründete Simmons College, ein Frauencollege in Boston, Massachusetts. Lefavour war bis 1933 Präsident dieser Hochschule, deren Studentinnenzahl sich während seiner Präsidentschaft verzehnfachte und für die er das Recht durchsetzte, höhere Bildungsabschlüsse zu vergeben. 1938 wurde er Präsident der Massachusetts Historical Society, 1940 wurde er in die American Antiquarian Society gewählt.
Seit 1894 war Lefavour Fellow der American Association for the Advancement of Science, 1899 wurde er in die American Academy of Arts and Sciences gewählt. 1902 erhielt er ein Ehrendoktorat (LL.D.) des Williams College, 1905 der Tufts University.
Henry Lefavour heiratete 1917 Anna Burgess († 1941).

## Schriften
- Physics Lecture Notes, 1893